# Kuldar Leis
Kuldar Leis (* 29. Mai 1968 in Tartu) ist ein estnischer Unternehmer und Politiker. Er ist seit dem 25. März 2025 Infrastrukturminister der Republik Estland in der Koalitionsregierung von Ministerpräsident Kristen Michal.

## Leben, Wirtschaft, Politik
Kuldar Leis machte 1987 zu Sowjetzeiten seinen Diplom-Abschluss im Fach Molkereiwirtschaft an der damaligen Landwirtschaftsakademie (Õisu Toiduainetetööstuse Tehnikum) im heutigen Kreis Viljandi. Er schloss 1993 sein Studium der Finanzwissenschaft an der Universität Tartu ab.
Kuldar Leis war in führender Position bei zahlreichen estnischen Unternehmen tätig, insbesondere in den Bereichen Bankwesen, Lebensmittelindustrie und Eisenbahnlogistik. Von 2015 bis 2017 war er Entwicklungsmanager am Zentrum für Unternehmertum und Innovation der Universität Tartu.
Daneben engagierte er sich kommunalpolitisch, unter anderem von 2005 bis 2013 als Mitglied des Stadtrats von Põlva sowie von 2013 bis 2025 als Mitglied des Rats der Landgemeinde Põlva, dem er bis 2017 vorsaß.
Von 2021 bis 2025 war Leis Vorstandsmitglied der Stiftung Tartu 2024, die den Auftritt Tartus als Kulturhauptstadt Europas 2024 vorbereitet, koordiniert und umgesetzt hat.
Nach dem Ausscheiden der estnischen Sozialdemokraten aus der Regierung im März 2025 trat Leis im Kabinett von Ministerpräsident Kristen Michal die Nachfolge von Vladimir Svet als neuer estnischer Infrastrukturminister an. Im Vorfeld der Kommunalwahlen in Estland 2025 schloss er sich am 7. Juni 2025 der Estnische Reformpartei an, die ihn für das Ministeramt nominiert hatte.

## Privatleben
Kuldar Leis ist verheiratet. Er hat drei Kinder.